# Avaris
Cet article concerne l'ancienne capitale des Hyksôs. Pour la ville de Ramsès II, voir Pi-Ramsès. Pour les articles homonymes, voir Aravis (homonymie).
Avaris est le site de l'ancienne capitale des Hyksôs, un peuple qui régna sur l'Égypte antique à la fin de la Deuxième Période intermédiaire (XVe dynastie). C'était un royaume d'origine proche-orientale, qui gouvernait la Basse-Égypte et s'étendait sur le Levant. La cité a été retrouvée à Tell el-Dab'a, dans le Delta oriental.

## Histoire

### Moyen Empire
Le site fut occupé dès le Moyen Empire, puisqu'un temple des XIe et XIIe dynasties a été découvert à Ezbet Rushdi, au nord du site, ainsi qu'un temple de Seth. Mais la ville des Hyksôs était implantée plus au sud, à Ezbet Helmi, où une enceinte et une forteresse ont été dégagées. L'archéologue autrichien Manfred Bietak a fouillé le site ainsi que celui de Pi-Ramsès. Cette dernière, située un peu plus au nord, fut la capitale de l'Égypte sous Ramsès II (XIXe dynastie). Elle engloba la ville d'Avaris, qui forma ainsi en quelque sorte un faubourg méridional de la nouvelle capitale ramesside.

### Deuxième période intermédiaire
Les fouilles ont révélé des tombes caractéristiques de la période hyksôs, avec un mobilier funéraire riche en armes et en scarabées portant les noms des pharaons régnants. Furent également trouvées des casernes et des vestiges d'autres bâtiments, qui pourraient être des chapelles ou de petits temples royaux.
Dans ce quartier, qui devait former la nécropole de la ville, non loin de la forteresse qui gardait l'accès par le Nil, deux sculptures de notables fortement martelées ont été découvertes. Leurs coiffures atypiques seraient un trait particulier de ces « envahisseurs » hyksos. Les Égyptiens les vainquirent lors du conflit qui les opposa, dirigés par les souverains thébains de la XVIIe dynastie.
Des traces de ce conflit ont été découvertes dans le secteur de la citadelle, qui sera réutilisée par la suite comme palais. En effet, l'étude stratigraphique du site a révélé une couche de cendres caractéristique d'une destruction par un incendie. Elle confirma que la ville avait subi les assauts des Égyptiens du sud, l'Histoire venant ainsi confirmer la légende. De nombreuses pointes de flèches et traces de combats se rajoutent à ces découvertes, attestant que le siège de la ville a bien eu lieu. Ils valident les récits autobiographiques d'Ahmès, fils d'Abana, qui suivit Ahmosis lors de son expédition militaire, à la veille de la XVIIIe dynastie.

### Nouvel Empire

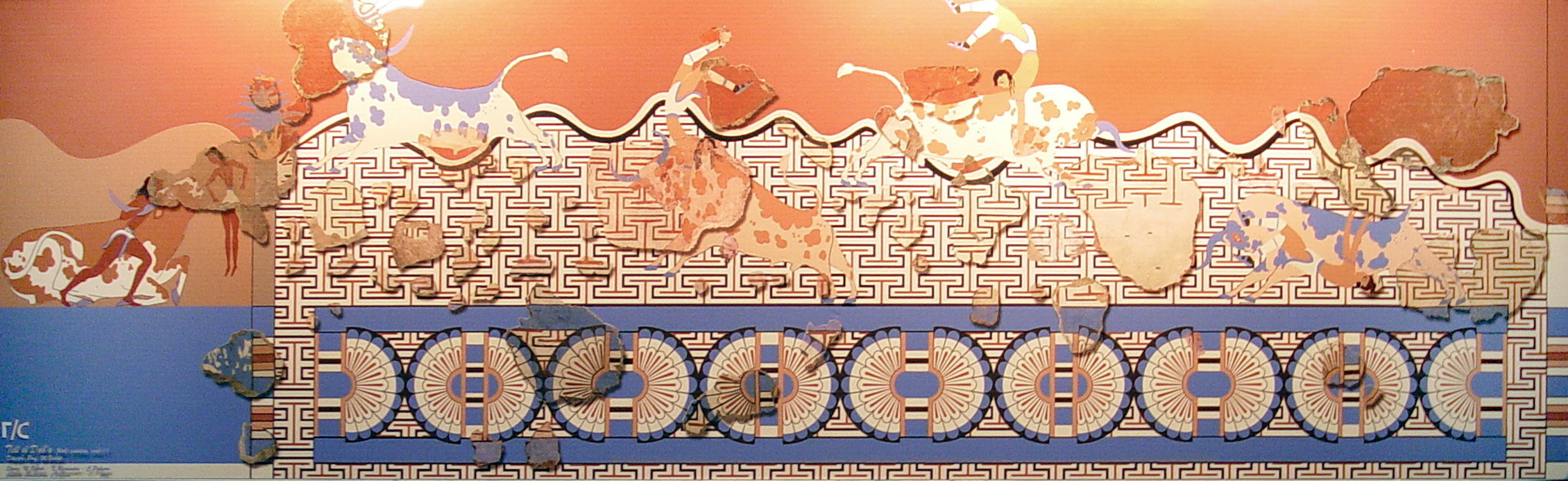
Reconstitution de la fresque minoenne découverte dans le palais de la XVIIIe dynastie à partir des débris retrouvés sur le site.

Le roi Thoutmôsis III installa un palais sur les ruines de la citadelle hyksôs, qu'il rebâtit pour la circonstance. Elle dominait une enceinte crénelée longeant le bras du fleuve qui traversait la ville ainsi protégée. On accédait par une rampe à une haute plateforme, sur laquelle se trouvait le palais encadré de tours à l'image d'un château fort. Il était composé d'une cour à péristyle, qui précédait les appartements royaux et diverses salles de réception et annexes. Dans ces salles ont été découverts récemment les restes de fresques de style minoen, qui ont étonné en raison du lieu de leur découverte et de leur qualité si proche de celles de Cnossos. Elles forment un élément de comparaison et de datation des deux civilisations, inespéré pour les archéologues.
Ces peintures représentent la scène singulière de tauromachie, dont on peut encore voir des restitutions sur le site de la capitale de la Crète d'alors. Elles confirment que l'Égypte était en contact avec la thalassocratie minoenne, ce que des représentations de tombes thébaines nous avaient déjà appris. Mais elles attestent aussi que les cours royales entretenaient des liens étroits, allant jusqu'à des échanges culturels de qualité.
Dans un article publié en 2010, l'archéologue Manfred Bietak a proposé une théorie selon laquelle le grand arsenal et port pharaonique de Peru-Nefer devait se situer à Avaris.
Pendant la XIXe dynastie, Avaris retrouva son importance passée lorsque le pharaon Ramsès II fonda sa nouvelle capitale à deux kilomètres au nord de l'ancien emplacement. Cette cité fut appelée Pi-Ramsès Aa-nakhtu, ce qui signifie domaine de Ramsès, grand en victoires, bien qu'elle fût en fait construite sous le règne d'Horemheb.
La décision de Ramsès II de transférer son gouvernement et ses résidences si loin au nord de Thèbes tient à des raisons géopolitiques. Elle le rapproche des Philistins, des vassaux agités du Proche-Orient et de sa frontière avec les Hittites. Les espions et les diplomates atteindraient ainsi le pharaon bien plus rapidement. Le corps principal de l'armée stationnait dans la ville et pouvait être rapidement mobilisé.
Le site resta occupé tout au long du Nouvel Empire, en raison de sa proximité avec la capitale ramesside. Il disparaîtra pour les mêmes raisons. Ses temples et ses palais serviront de carrières pour les constructions de la XXIe dynastie, plus au nord, à Tanis, et même plus tard à Alexandrie, où des éléments du temple de Seth ont été découverts, engloutis au large de l'île de Pharos.